# Île Petit-Cayenne
L'île Petit-Cayenne est une île française de la commune de Montsinéry-Tonnégrande située sur la rivière de Cayenne.